# سوزان کلرین
سوزان لی استیل کلرین (به انگلیسی: Susan Leigh Still Kilrain) فضانورد اهل ایالات متحده آمریکا است که در ۲۴ اکتبر ۱۹۶۱ میلادی در آگوستا، جورجیا زاده شد. وی در مأموریت اس‌تی‌اس-۸۳، اس‌تی‌اس-۹۴ حضور داشته‌است.